# Karen Kondazian
Karen Kondazian (Newton, 27 gennaio 1950) è un'attrice e attrice teatrale statunitense, di origine armena.

## Filmografia parziale

### Cinema
- Gangster Wars, regia di Richard C. Sarafian (1981)
- Yes, Giorgio, regia di Franklin J. Schaffner (1982)
- Cobra, regia di George P. Cosmatos (1986)
- Il gemello scomodo (Steal Big Steal Little), regia di Andrew Davis (1995)
- L'ombra del dubbio (Shadow of Doubt), regia di Randal Kleiser (1998)
- The Blue Hour, regia di Eric Nazarian (2007)

### Televisione
- Bagliori di guerra (A Rumor of War) - miniserie TV (1980)
- Shannon - 9 episodi (1981-1982)
- Reclusa - La rabbia di una madre (Locked Up: A Mother's Rage) - film TV (1991)
- La signora in giallo (Murder, She Wrote) - un episodio (1991)
- Confessione mortale (Mortal Sins) - film TV (1992)
- James Dean - La storia vera (James Dean) - film TV (2001)
- McBride - Doppio omicidio (McBride: The Doctor Is Out... Really Out) - film TV (2005)

## Teatro
Lista parziale
- Hamlet (1974)
- The Rose Tattoo (1978-1979)
- Sweet Bird of Youth (1980)
- Lady House Blues (1981)
- Vieux Carré (1983)
- Tamara (1985-1986)
- The Night of the Iguana (1987)
- Freedomland (1989)
- Who's Afraid of Virginia Woolf? (1991)
- Orpheus Descending (1996)
- The Night of the Iguana (2000)
- Master Class (2003-2004)
- The Milk Train Doesn't Stop Here Anymore (2007)